# Генический пролив
Гени́ческий проли́в (Тонкий, укр. Генічеська протока) — пролив между материком и островом Крячиный (продолжением Арабатской стрелки полуострова Крым).
Пролив соединяет два залива Азовского моря: Утлюкский лиман (с востока) с протокой Большое Гирло залива Сиваш (с запада). Длина около 4 км, ширина 80-150 м, глубина до 4,6 м. Течение в проливе непостоянно и зависит от ветров.
Сообщение через Генический пролив имело большое значение до постройки Севастопольской железной дороги в 1875 году.
Через пролив переброшены два моста: автомобильный мост на шоссе, ведущем к компрессорной станции на газопроводе «Стрелково-Джанкой-Симферополь» к югу от села Стрелковое, а также бывший железнодорожный мост ныне используемый как автомобильный для подъезда от Геническа к Геническому рыбному портовому пункту на южном берегу выхода пролива в Азовское море.
На берегу пролива расположен порт Геническ.

## Дельта
В физико-географическом отношении пролив представляет собой дельту, вершина которой обращена в сторону Утлюкского лимана Азовского моря. Это связано с тем, что исторически среднегодовой уровень Сиваша был ниже уровня Утлюкского лимана на 13,5 см, что приводило к систематическому перетоку воды из Утлюкского лимана в Сиваш, что и сформировало полное подобие речной дельты. С момента пуска Северо-Крымского канала, который привёл к резкому увеличению притока пресных вод с орошаемых им сельхозугодий в Сиваш, уровень Сиваша стал значительно ближе к уровню Азовского моря, что привело к тому, что переток воды через пролив стал в большей мере результатом сгонно-нагонных ветровых явлений как со стороны Утлюкского лимана, так и со стороны Сиваша. Средняя солёность Сиваша снизилась со 141,0 ‰ в 1955 г. до 22,6 ‰ к 1989 г., а в 1997 г. достигла минимального значения 17,0 ‰. Это было вызвано тем, что среднегодовой речной сток в Сиваш составлял 83 млн м³ в год, а среднегодовой сток дренажных вод Северо-Крымского канала — 630 млн м³ в год.
Как каждая дельта, Генический пролив представляет собой систему проток и образуемых ими островов. Исторически протоки Генической дельты (как и протоки дельт Днепра, Кубани, Дуная или Дона) именуются «гирла» (от украинского укр. гирло «горло»). Так историческим наименованием основного фарватера Генического пролива (протока Тонкая) является «Большое гирло», от которого ниже по течению (западнее) ответвляется Кручёное гирло, между обоими гирлами лежит образованный ими остров Верблюдка. Другой протокой, которая соединяет Азовское море и Сиваш является пролив Промоина (Арабатский), однако считается, что водообмен через него, в силу его мелководности, незначителен. Между протокой Тонкой и Промоиной лежит образованны ими остров Крячиный.

## Топографические карты

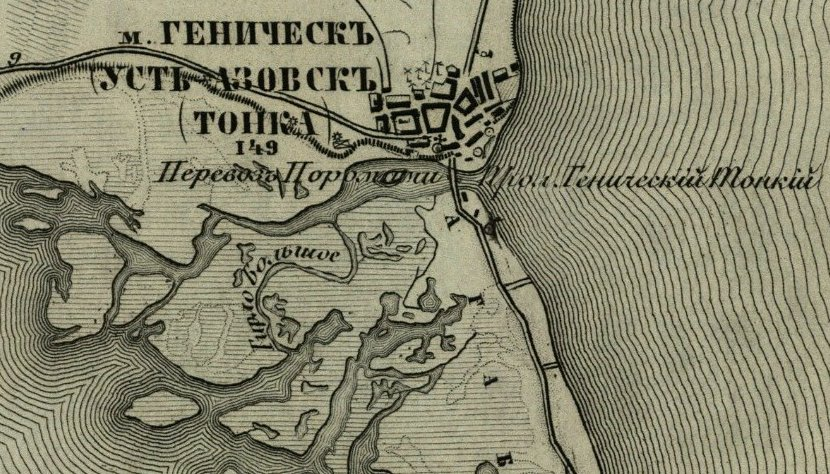
Генический пролив на топографической карте Таврической губернии 1860-х годов.

- Лист карты L-36-70 Геническ. Масштаб: 1 : 100 000. Состояние местности на 1987 год. Издание 1991 г.